# Miske László
Miske László (Zalán, 1935. szeptember 18. – 2025. március 29.(k. n.)) Jászai Mari-díjas magyar színész.

## Életpályája
Szülőfalujából, Zalánból járt Kolozsvárra iskolába, ahol nagy múltú színház működött. A Brassai Sámuel Líceumban érettségizett 1954-ben. Református teológiát végzett, két évig lelkészként szolgált. A marosvásárhelyi Szentgyörgyi István Színművészeti Intézetben végzett 1966-ban. A nagyváradi színházban játszott 1966 és 1987 között. 1987-től 1990-ig a kolozsvári Állami Magyar Színház, 1990-től 1992-ig a Miskolci Nemzeti Színház tagja volt. 1992–2023 között a  debreceni Csokonai Színház tagja. A Pécsi Országos Színházi Találkozón 2002-ben a legjobb mellékszereplőnek választották. 2003-ban Jászai Mari-díjat kapott.

## Színpadi szerepei
- Molnár Ferenc: Liliom … Liliom
- Móricz Zsigmond: Úri muri … Szakhmáry

### Nagyváradi Állami Színház
- Dale Wasserman: Kakukkfészek … Bromden
- Shakespeare: Szentivánéji álom … Theseus
- Szórakozzunk együtt (1985)
- Zilahy Lajos: Tűzmadár … Lovasdy
- Nathan Richard Nash: Az esőhozó ember … Starbuck
- Méhes György: Vagy-vagy … Cibulás
- Zilahy Lajos: A szűz és a gödölye … Perdy
- Plati–Sauvajon: Válás angol módra … John Brownlow
- Salamon András: Mezítláb a hóharmatbanvJátékmester
- Zilahy Lajos: Fatornyok … Kálmány Balázs
- Karácsony Benő: Napos oldal … Felméri Kázmér
- Mindenki kedvére (kabaré – 1983)
- Sütő András: Káin és Ábel....Ádám
- Kabaré′85
- Sîrbu: A jóreménység bárkája … Noé
- Csurka István: Deficit … X
- Tamási Áron: Ősvigasztalás … Csorja Ádám
- Sikli László: Rock passió
- Ezt is megértük! (kabaré – 1992)
- Paul Everac: Jaj, a vesém … Furfang
- Figuerido: A róka meg a szőlő … Xánthosz
- Sütő András: Vidám sirató egy bolyongó porszemért … Prédikás

### Kolozsvári Állami Színház
- Alekszandr Gelman: A pad
- Caragiale: Zűrzavaros éjszaka … Chiriac
- Sigmond István: Szerelemeső … Iván
- Kao Hszing Csi-en: A buszmegálló … Mester

### Miskolci Nemzeti Színház
- William Shakespeare: Macbeth … Duncan, skót király
- Shakespeare: A makrancos hölgy … Baptist
- Anton Pavlovics Csehov: Sirály … Samrajev
- Molière: Az úrhatnám polgár … Vívómester
- Eugene O’Neill: Utazás az éjszakába … James Tyrone

### Debreceni Csokonai Színház
- Molière: Nők iskolája … Arnolf, más néven Törzsöky úr
- Dale Wasserman: Kakukkfészek … Bromden
- Elias Lönnrot: Kalevala … Vejnemöjnen
- Shakespeare: Julius Ceasar … Julius Caesar
- Sütő András: Pompás Gedeon … Simeon
- A sors gyermekei … Oidipusz
- Németh László: Galilei … Niccolini
- Honoré de Balzac: A pénz komédiája … Bankovics, vállalkozó
- Tamási Áron: Csalóka szivárvány … Czintos Bálint, birtokos gazda
- O’Neill: Amerikai Elektra … Ezra Mannon, tábornok
- Dosztojevszkij: A félkegyelmű … Jepancsin tábornok
- Jaroslav Hašek: Svejk … Schröder ezredes
- Székely János: Caligula helytartója … I. Agrippa
- Shakespeare: Periklesz … Simonides
- Tóth-Máthé Miklós: Méliusz … Dávid Ferenc
- Madách Imre: Az ember tragédiája … Péter apostol, Patriarcha, Rudolf császár
- Helen Edmundson: Irtás … Solomon
- Szabó Magda: És ha mégis, uram? (Béla király) … A nádor
- Tamási Áron: Ősvigasztalás … Csorja Ádám, székely ősgyökér
- Hamvai Kornél: Márton partjelző fázik … Miholka
- Friedrich Schiller: Stuart Mária … Burleigh bárója
- Shakespeare: Hamlet … Polonius
- Kárpáti Péter: Tótferi avagy hogy született a világhőse, kinek keresztanyja a Szempétör volt … Atyám Teremtőm
- Móricz Zsigmond: Rokonok … Polgármester
- Németh László: Széchenyi … Lonovics érsek
- Shakespeare: Szentivánéji álom … Egéus
- Békés Pál: TÉVÉ – játék … Béni, rakodó
- Spewack: Csókolj meg, Katám! … Harry Trevor, színész
- Háy János: A Géza-gyerek … Banda Lajos
- Teleki László: Kegyenc … Hulgentius
- Molnár Ferenc: Játék a kastélyban … Gál
- Tennessee Williams: Macska a forró bádogtetőn … Papa
- Shakespeare: Othello … Brabantio
- Szabó Magda: Kiálts, város! … Idősb Portörő szenátor
- Sartre: Kean, a színész … Kean, a színész
- Csehov: Cseresznyéskert … Gájev
- Farkas Tibor: Levélbomba … Tóni (68 éves)
- O’Neill: Boldogtalan hold … Phil Hogan
- Ray Rigby: A domb … Wilson felügyelő
- Peter Shaffer: Equus … Harry Dalton, istállótulajdonos
- Bertolt Brecht: Kurázsi mama és gyermekei … A tábori pap
- Szép Ernő: Patika … Jegyző úr
- Feydeau: Bolha a fülbe … Augustin ferraillon
- Shakespeare: Lear király … Kent grófja
- Szőcs Géza: Liberté ’56 … Béla, kocsmavendég
- Móricz Zsigmond: Légy jó mindhalálig … Igazgató
- Kiss Csaba: Kun László … Csák Mátyus
- Kálmán Imre: Csárdáskirálynő … Leopold Mária, Lippert-Weilersheim hercege
- Hubay Miklós: Egy szerelem három éjszakája … Dr. Szegilongi Lajos, bíró
- Szabó Magda: A macskák szerdája … Professzor úr Szilágyi
- Marin Držic: Ribillió Rómában (Dundo Maroje) … Sadi, a zsidó
- Nyikolaj Vasziljevics Gogol: A revizor … Sztyepan Iljics Uhovjortov, rendőrkapitány, kereskedő

## Filmjei

### Játékfilmek
- Ítélet (1970)
- Honfoglalás (1996)
- A rózsa vére (1998)
- Sacra Corona (2001)
- A miskolci boniésklájd (2004)
- Liberté '56 (2006)

### Tévéfilmek
- A templomos lovagok kincse 1-13. (1992)
- Kismadár (1993)
- Ábel a rengetegben (1993)
- Ábel Amerikában (1998)
- Kisváros (2001)
- Méhek tánca (2007)
- Estére mindig leszáll a köd (2007)
- A rögöcsei csoda (2013)

## Külső hivatkozások
- Miske László a Facebookon
- Miske László a PORT.hu-n (magyarul)
- Miske László az Internetes Szinkronadatbázisban (magyarul)
- Miske László az Internet Movie Database-ben (angolul)
- Molnár Judit: Miske László. Beszélgetőkönyv; Korunk–Komp-Press, Kolozsvár, 2013 (Prospero könyvek)